# Künzing
Künzing település Németországban, azon belül Bajorországban. Lakosainak száma 3200 fő (2023. december 31.). Künzing Osterhofen, Winzer, Hofkirchen, Vilshofen an der Donau és Aldersbach községekkel határos.
2021 óta A Római Birodalom dunai limese világörökségi helyszín része.

## Népesség
A település népessége az elmúlt években az alábbi módon változott:
| Lakosok száma | 1780 | 2313 | 2798 | 2895 | 3113 | 3131 | 3166 | 3185 | 3166 | 3200 |
|               | 1875 | 1950 | 1975 | 1987 | 2012 | 2014 | 2016 | 2017 | 2021 | 2023 |